# Hubert Feger
Hubert Feger (* 1. November 1938 in Kevelaer; † 28. Dezember 2022 ebenda) war ein deutscher Psychologe und Hochschullehrer.

## Leben
Nach dem Abitur 1959 studierte er an der Universität Bonn bei Hans Thomae, Carl Friedrich Graumann und Friedrich Sander Psychologie, Philosophie und Psychopathologie. Er war Stipendiat der Studienstiftung des Deutschen Volkes. 1964 legte er die Diplomprüfung ab. 1964/65 konnte er als Stipendiat der Fulbright-Kommission an der University of California in Berkley sein Studium fortsetzen. 1968 promovierte er in Bonn bei Hans Thomae, bei dem er bis 1971 eine Assistenstelle wahrnehmen konnte. 1971 habilitierte er im Fach Psychologie mit der Arbeit „Skalierte Informationsmenge und Eindrucksurteil“. Von 1981 bis 1988 war er Professor (C4) für Psychologie an der Universität Hamburg. Hier war er von 1983 bis 1988 Institutsdirektor, von 1984 bis 1986 nahm die Position des Fachbereichssprechers ein. 1988 folgte er einem Ruf an das Psychologische Institut der FU Berlin, diese Position nahm er bis zu seiner Emeritierung 2004 ein. Von 1974 bis 1976 war er Vorsitzender der Deutschen Gesellschaft für Psychologie.

## Werk
Seine Forschungsschwerpunkte waren die Sozialpsychologie sowie die Methodenlehre (Strukturierung und Reduzierung von Daten). Inhaltlich arbeitete er zum Konflikterleben und -verhalten, zum Thema der Einstellungen sowie zum Thema der Verantwortung. Er untersuchte auch den Einfluss affektiver Komponenten auf das kognitive Urteilen. Er war zudem einer der Gründungsherausgeber der „Zeitschrift für Sozialpsychologie“, auch gab er mehrere Bände der für das Fach sehr wichtigen „Enzyklöpädie für Psychologie“ heraus.

## Schriften (Auswahl)
Monografien
- gem. m. Ulrich von Hecker: Einübung in Sozialpsychologie. Teil: Band 2., Die interindividuelle Perspektive. Pabst Science Publishers, Lengerich 2001, ISBN 978-3-935357-09-8.
- gem. m. Ulrich von Hecker: Einübung in Sozialpsychologie. Teil: Band 1., Teil: Band 1., Die intraindividuelle Perspektive. Pabst Science Publishers, Lengerich 1999, ISBN 978-3-933151-85-8.
- Structure analysis of co-occurrence data. Shaker Verlag, Aachen 1994, ISBN 978-3-86111-912-8.
- Konflikterleben und Konfliktverhalten. Psychologische Untersuchungen zu alltäglichen Entscheidungen. Verlag Hans Huber, Bern 1978, ISBN 3-456-80450-4.
- Skalierte Informationsmenge und Eindrucksurteil. Huber, Bern 1972, ISBN 3-456-30524-9 (Zugleich Habil.-Schr., Univ. Bonn, 1969).
- Zur Sozialpsychologie von Gruppenkonflikten unter besonderer Berücksichtigung der Simulationstechniken. Heidelberg 1968.

Herausgeberwerke
- Wissenschaft und Verantwortung: Festschrift für Karl Josef Klauer zum 60. Geburtstag. Verlag für Psychologie Hogrefe, Göttingen 1990, ISBN 978-3-8017-0366-0.
- Enzyklopädie der Psychologie. Teil: Themenbereich B, Methodologie und Methoden / Ser. 1, Forschungsmethoden der Psychologie / Band 2., Datenerhebung. Verlag für Psychologie Dr. C.J. Hogrefe, Göttingen 1983, ISBN 978-3-8017-0512-1.
- Enzyklopädie der Psychologie. Teil: Themenbereich B, Methodologie und Methoden / Ser. 1, Forschungsmethoden der Psychologie / Band 3., Messen und Testen. Verlag für Psychologie Dr. C.J. Hogrefe, Göttingen 1983, ISBN 978-3-8017-0513-8.
- Enzyklopädie der Psychologie.Teil: Themenbereich B, Methodologie und Methoden / Ser. 1, Forschungsmethoden der Psychologie / Band 4., Strukturierung und Reduzierung von Daten. Verlag für Psychologie Dr. C.J. Hogrefe, Göttingen 1983, ISBN 978-3-8017-0514-5.
- gem. m. Jürgen Bredenkamp: Enzyklopädie der Psychologie. Teil: Themenbereich B, Methodologie und Methoden / Ser. 1, Forschungsmethoden der Psychologie / Band 5., Hypothesenprüfung. Verlag für Psychologie Dr. C.J. Hogrefe, Göttingen 1983, ISBN 978-3-8017-0515-2.
- gem. m. Ernst D. Lantermann_ Similarity and choice: papers in honour of Clyde Coombs. Verlag Hans Huber, Bern 1980, ISBN 978-3-456-80621-1.
- Studien zur intraindividuellen Konfliktforschung. Huber, Bern 1977, ISBN 3-456-80389-2.
- gem. m. Carl-Christoph Schweitzer: Das deutsch-polnische Konfliktverhältnis seit dem Zweiten Weltkrieg: Multidisziplinäre Studien über konfliktfördernde u. konfliktmindernde Faktoren in d. internat. Beziehungen. Boldt Verlag, Boppard (am Rhein) 1975, ISBN 978-3-7646-1636-6.